# Château de Bioule
Ne doit pas être confondu avec Château de Bioul.
Le château de Bioule est situé à Bioule dans le département de Tarn-et-Garonne en région Occitanie.

## Histoire
Au Moyen-Âge, il a longtemps été la résidence d'une branche de la famille de Cardaillac.
Il a été classé monument historique par arrêté du 28 novembre 1991. Sa chapelle est remarquable pour ses murs ornés de fresques du XVe siècle.

## Description
Il est construit en brique toulousaine sur des soubassements antérieurs.

## Valorisation du patrimoine
Depuis 1889, le château accueille l'école publique de la ville.